# Zanzibári labdarúgó-válogatott
A zanzibári labdarúgó-válogatott Zanzibár szigetének nemzeti csapata, melyet a zanzibári labdarúgó-szövetség irányít. A szövetség nem tagja a Nemzetközi Labdarúgó-szövetségnek, emiatt nem vehet részt a labdarúgó-világbajnokságok selejtezőiben. Az Afrikai Labdarúgó-szövetség társult tagja, de csak az 1962-es afrikai nemzetek kupája selejtezőiben indult. A válogatott rendszeresen képviselteti magát a közép- és kelet-afrikai államoknak kiírt CECAFA-kupa viadalaiban, 1995-ben sikerült elhódítania a trófeát, a döntőben 1-0-ra legyőzve az ugandai labdarúgó-válogatottat.

## Nemzetközi eredmények
CECAFA-kupa
- Aranyérmes: 1 alkalommal (1995)
- Bronzérmes: 3 alkalommal (1995)

ELF kupa
- Negyedik: 1 alkalommal (2006)

FIFI Wild kupa
- Ezüstérmes: 1 alkalommal (2006)

## Afrikai nemzetek kupája-szereplés
- 1962 – Nem jutott be

A többi tornán nem indult.